# Lijst van gemeenten van Jalisco
De Mexicaanse deelstaat Jalisco bestaat uit 125 gemeenten.
| INEGI | Gemeente                      | Inwoners  | Oppervlakte  | Hoofdplaats                   | Inwoners  |
| ----- | ----------------------------- | --------- | ------------ | ----------------------------- | --------- |
| 001   | Acatic                        | 23.175    | 339,20 km²   | Acatic                        | 13.033    |
| 002   | Acatlán de Juárez             | 25.250    | 153,27 km²   | Acatlán de Juárez             | 11.110    |
| 003   | Ahualulco de Mercado          | 23.360    | 274,09 km²   | Ahualulco de Mercado          | -         |
| 004   | Amacueca                      | 5.743     | 125,20 km²   | Amacueca                      | 3.025     |
| 005   | Amatitán                      | 16.490    | 173,64 km²   | Amatitán                      | 12.180    |
| 006   | Ameca                         | 60.386    | 837,81 km²   | Ameca                         | 37.871    |
| 007   | San Juanito de Escobedo       | 9.433     | 194,48 km²   | San Juanito de Escobedo       | -         |
| 008   | Arandas                       | 80.609    | 1.150,51 km² | Arandas                       | 80.609    |
| 009   | El Arenal                     | 17.545    | 103,99 km²   | El Arenal                     | 12.438    |
| 010   | Atemajac de Brizuela          | 7.758     | 355,50 km²   | Atemajac de Brizuela          | 6.434     |
| 011   | Atengo                        | 5.599     | 441,07 km²   | Atengo                        | 4.918     |
| 012   | Atenguillo                    | 4.176     | 610,80 km²   | Atenguillo                    | -         |
| 013   | Atotonilco El Alto            | 64.009    | 510,97 km²   | Atotonilco El Alto            | 28.678    |
| 014   | Atoyac                        | 8.689     | 451,17 km²   | Atoyac                        | 5.389     |
| 015   | Autlán de Navarro             | 64.931    | 705,94 km²   | Autlán de Navarro             | 52.019    |
| 016   | Ayotlán                       | 41.552    | 431,04 km²   | Ayotlán                       | 11.724    |
| 017   | Ayutla                        | 12.880    | 883,80 km²   | Ayutla                        | 12.321    |
| 018   | La Barca                      | 67.937    | 418,21 km²   | La Barca                      | 38.780    |
| 019   | Bolaños                       | 7.043     | 866,75 km²   | Bolaños                       | 1.086     |
| 020   | Cabo Corrientes               | 10.940    | 1.540,62 km² | El Tuito                      | 3.835     |
| 021   | Casimiro Castillo             | 20.548    | 522,50 km²   | La Resolana                   | -         |
| 022   | Cihuatlán                     | 40.139    | 494,91 km²   | Cihuatlán                     | -         |
| 023   | Zapotlán El Grande            | 115.141   | 274,15 km²   | Ciudad Guzmán                 | 111.975   |
| 024   | Cocula                        | 29.267    | 330,95 km²   | Cocula                        | 16.550    |
| 025   | Colotlán                      | 19.689    | 642,58 km²   | Colotlán                      | 15.129    |
| 026   | Concepción de Buenos Aires    | 6.334     | 265,44 km²   | Concepción de Buenos Aires    | 5.113     |
| 027   | Cuautitlán de García Barragán | 18.370    | 1.394,30 km² | Cuautitlán de García Barragán | -         |
| 028   | Cuautla                       | 2.166     | 417,21 km²   | Cuautla                       | 1.330     |
| 029   | Cuquío                        | 17.820    | 642,53 km²   | Cuquío                        | 5.011     |
| 30    | Chapala                       | 55.196    | 613,43 km²   | Chapala                       | 24.352    |
| 031   | Chimaltitán                   | 3.270     | 656,27 km²   | Chimaltitán                   | -         |
| 032   | Chiquilistlán                 | 5.983     | 297,82 km²   | Chiquilistlán                 | 4.299     |
| 033   | Degollado                     | 21.226    | 425,01 km²   | Degollado                     | 11.612    |
| 034   | Ejutla                        | 1.981     | 297,37 km²   | Ejutla                        | -         |
| 035   | Encarnación de Diaz           | 53.039    | 1.253,21 km² | Encarnación de Diaz           | 27.833    |
| 036   | Etzatlán                      | 20.011    | 337,99 km²   | Etzatlán                      | 14.697    |
| 037   | El Grullo                     | 25.920    | 117,20 km²   | El Grullo                     | 22.738    |
| 038   | Guachinango                   | 4.199     | 838,93 km²   | Guachinango                   | -         |
| 039   | Guadalajara                   | 1.385.629 | 151,42 km²   | Guadalajara                   | 1.385.629 |
| 040   | Hostotipaquillo               | 8.732     | 755,88 km²   | Hostotipaquillo               | 3.500     |
| 041   | Huejúcar                      | 5.920     | 308,91 km²   | Huejúcar                      | 3.762     |
| 042   | Huejuquilla el Alto           | 10.015    | 770,39 km²   | Huejuquilla el Alto           | 4.811     |
| 043   | La Huerta                     | 23.258    | 2.013,67 km² | La Huerta                     | 7.954     |
| 044   | Ixtlahuacán de los Membrillos | 67.969    | 202,39 km²   | Ixtlahuacán de los Membrillos | 6.137     |
| 045   | Ixtlahuacan del Río           | 20.465    | 831,17 km²   | Ixtlahuacan del Río           | 20.465    |
| 046   | Jalostotitlán                 | 32.678    | 519,97 km²   | Jalostotitlán                 | 24.890    |
| 047   | Jamay                         | 24.894    | 162,78 km²   | Jamay                         | 24.894    |
| 048   | Jesús María                   | 18.982    | 665,22 km²   | Jesús María                   | 9.436     |
| 049   | Jilotlán de los Dolores       | 9.425     | 1.475,18 km² | Jilotlán de los Dolores       | 1.519     |
| 050   | Jocotepec                     | 47.105    | 334,43 km²   | Jocotepec                     | 20.286    |
| 051   | Juanacatlán                   | 30.855    | 138,31 km²   | Juanacatlán                   | 9.133     |
| 052   | Juchitlán                     | 5.534     | 246,41 km²   | Juchitlán                     | 3.528     |
| 053   | Lagos de Moreno               | 172.403   | 2.515,85 km² | Lagos de Moreno               | 111.569   |
| 054   | El Limón                      | 5.368     | 114,29 km²   | El Limón                      | 3.125     |
| 055   | Magdalena                     | 21.781    | 293,24 km²   | Magdalena                     | 16.873    |
| 056   | Santa María del Oro           | 2.517     | 775,00 km²   | Santa María del Oro           | -         |
| 057   | La Manzanilla de La Paz       | 4.099     | 134,69 km²   | La Manzanilla de La Paz       | 2.728     |
| 058   | Mascota                       | 14.451    | 1.844,27 km² | Mascota                       | 14.451    |
| 059   | Mazamitla                     | 14.043    | 288,85 km²   | Mazamitla                     | 8.142     |
| 060   | Mexticacan                    | 5.307     | 287,54 km²   | Mexticacan                    | 3.349     |
| 061   | Mezquitic                     | 22.083    | 3.360,71 km² | Mezquitic                     | 2.639     |
| 062   | Mixtlán                       | 3.638     | 630,19 km²   | Mixtlán                       | -         |
| 063   | Ocotlán                       | 106.050   | 242,46 km²   | Ocotlán                       | 94.978    |
| 064   | Ojuelos de Jalisco            | 33.588    | 1.156,18 km² | Ojuelos de Jalisco            | 11.881    |
| 065   | Pihuamo                       | 11.386    | 875,40 km²   | Pihuamo                       | 6.668     |
| 066   | Poncitlán                     | 53.659    | 835,86 km²   | Poncitlán                     | 14.636    |
| 067   | Puerto Vallarta               | 291.839   | 680,41 km²   | Puerto Vallarta               | 224.166   |
| 068   | Villa Purificación            | 11.303    | 1.848,70 km² | Villa Purificación            | -         |
| 069   | Quitupan                      | 7.734     | 676,50 km²   | Quitupan                      | 1.466     |
| 070   | El Salto                      | 232.852   | 87,86 km²    | El Salto                      | 27.876    |
| 071   | San Cristóbal de la Barranca  | 2.924     | 521,49 km²   | San Cristóbal de la Barranca  | 843       |
| 072   | San Diego de Alejandría       | 7.609     | 352,48 km²   | San Diego de Alejandría       | 6.025     |
| 073   | San Juan de los Lagos         | 72.230    | 847,68 km²   | San Juan de los Lagos         | 53.539    |
| 074   | San Julián                    | 16.792    | 262,09 km²   | San Julián                    | 14.520    |
| 075   | San Marcos                    | 3.791     | 305,94 km²   | San Marcos                    | -         |
| 076   | San Martín de Bolaños         | 3.095     | 690,73 km²   | San Martín de Bolaños         | -         |
| 077   | San Martín de Hidalgo         | 28.102    | 344,16 km²   | San Martín de Hidalgo         | -         |
| 078   | San Miguel El Alto            | 31.965    | 787,09 km²   | San Miguel El Alto            | 25.925    |
| 079   | Gómez Farías                  | 16.431    | 353,68 km²   | San Sebastián del Sur         | 8.909     |
| 080   | San Sebastián del Oeste       | 5.086     | 1.117,16 km² | San Sebastián del Oeste       | -         |
| 081   | Santa María de los Angeles    | 3.515     | 258,98 km²   | Santa María de los Angeles    | 927       |
| 082   | Sayula                        | 37.186    | 215,94 km²   | Sayula                        | 28.145    |
| 083   | Tala                          | 87.690    | 412,32 km²   | Tala                          | 40.906    |
| 084   | Talpa de Allende              | 14.997    | 1.996,04 km² | Talpa de Allende              | -         |
| 085   | Tamazula de Gordiano          | 338.955   | 1.363,68 km² | Tamazula de Gordiano          | 38.955    |
| 086   | Tapalpa                       | 38.955    | 1.363,68 km² | Tapalpa                       | 5.955     |
| 087   | Tecalitlán                    | 16.705    | 1.300,59 km² | Tecalitlán                    | 13.243    |
| 088   | Techaluta de Montenegro       | 4.072     | 79,44 km²    | Techaluta de Montenegro       | 2.856     |
| 089   | Tecolotlán                    | 16.603    | 765,77 km²   | Tecolotlán                    | -         |
| 090   | Tenamaxtlán                   | 7.302     | 281,60 km²   | Tenamaxtlán                   | -         |
| 091   | Teocaltiche                   | 39.839    | 933,85 km²   | Teocaltiche                   | 24.580    |
| 092   | Teocuitatlán de Corona        | 11.039    | 335,57 km²   | Teocuitatlán de Corona        | 3.986     |
| 093   | Tepatitlán de Morelos         | 150.190   | 1.429,70 km² | Tepatitlán de Morelos         | 98.842    |
| 094   | Tequila                       | 44.353    | 1.696,23 km² | Tequila                       | 31.115    |
| 095   | Teuchitlán                    | 9.647     | 219,23 km²   | Teuchitlán                    | 3.950     |
| 096   | Tizapán el Alto               | 22.758    | 193,56 km²   | Tizapán el Alto               | 16.324    |
| 097   | Tlajomulco de Zuñiga          | 727.750   | 713,95 km²   | Tlajomulco de Zuñiga          | 44.103    |
| 098   | San Pedro Tlaquepaque         | 687.127   | 110,44 km²   | Tlaquepaque                   | 650.123   |
| 099   | Tolimán                       | 11.219    | 512,18 km²   | Tolimán                       | -         |
| 100   | Tomatlán                      | 36.316    | 3.014,14 km² | Tomatlán                      | -         |
| 101   | Tonalá                        | 569.913   | 166,10 km²   | Tonalá                        | 408.759   |
| 102   | Tonaya                        | 5.961     | 293,89 km²   | Tonaya                        | 3.706     |
| 103   | Tonila                        | 7.565     | 145,28 km²   | Tonila                        | 3.226     |
| 104   | Totatiche                     | 4.180     | 587,44 km²   | Totatiche                     | 1.338     |
| 105   | Tototlán                      | 23.573    | 337,07 km²   | Tototlán                      | 13.809    |
| 106   | Tuxcacuesco                   | 5.482     | 428,82 km²   | Tuxcacuesco                   | 1.674     |
| 107   | Tuxcueca                      | 6.702     | 137,77 km²   | Tuxcueca                      | 1.424     |
| 108   | Tuxpan                        | 37.518    | 725,50 km²   | Tuxpan                        | 30.471    |
| 109   | Unión de San Antonio          | 19.069    | 729,31 km²   | Unión de San Antonio          | -         |
| 110   | Unión de Tula                 | 6.627     | 351,71 km²   | Unión de Tula                 | -         |
| 111   | Valle de Guadalupe            | 6.627     | 351,71 km²   | Valle de Guadalupe            | 4.628     |
| 112   | Valle de Juárez               | 6.151     | 195,63 km²   | Valle de Juárez               | 4.418     |
| 113   | San Gabriel                   | 16.548    | 747,45 km²   | San Gabriel                   | 4.606     |
| 114   | Villa Corona                  | 19.063    | 318,02 km²   | Villa Corona                  | -         |
| 115   | Villa Guerrero                | 5.525     | 673,35 km²   | Villa Guerrero                | 4.023     |
| 116   | Villa Hidalgo                 | 20.088    | 451,96 km²   | Villa Hidalgo                 | 15.594    |
| 117   | Cañadas de Obregón            | 4.388     | 272,28 km²   | Cañadas de Obregón            | 3.024     |
| 118   | Yahualica de González Gallo   | 22.394    | 563,43 km²   | Yahualica de González Gallo   | -         |
| 119   | Zacoalco de Torres            | 30.472    | 479,81 km²   | Zacoalco de Torres            | -         |
| 120   | Zapopan                       | 1.476.491 | 1.163,63 km² | Zapopan                       | 1.476.491 |
| 121   | Zapotiltic                    | 33.713    | 252,83 km²   | Zapotiltic                    | 27.260    |
| 122   | Zapotitlán de Vadillo         | 7.466     | 305,83 km²   | Zapotitlán de Vadillo         | 4.214     |
| 123   | Zapotlán del Rey              | 19.279    | 399,81 km²   | Zapotlán del Rey              | 3.330     |
| 124   | Zapotlanejo                   | 64.806    | 719,46 km²   | Zapotlanejo                   | 33.284    |
| 125   | San Ignacio Cerro Gordo       | 18.341    | 262,27 km²   | San Ignacio Cerro Gordo       | 10.521    |

| Detailkaart                         |
| ----------------------------------- |
|                                     |
| Ligging Jalisco binnen Mexico       |
|                                     |
| Gemeenten ingedeeld naar INEGI code |

Acatic · Acatlán de Juárez · Ahualulco de Mercado · Amacueca · Amatitán · Ameca · Arandas · Atemajac de Brizuela · Atengo · Atenguillo · Atotonilco El Alto · Atoyac · Autlán de Navarro · Ayotlán · Ayutla · Bolaños · Cabo Corrientes · Cañadas de Obregón · Casimiro Castillo · Chapala · Chimaltitán · Chiquilistlán · Cihuatlán · Cocula · Colotlán · Concepción de Buenos Aires · Cuautitlán de García Barragán · Cuautla · Cuquío · Degollado · Ejutla · El Arenal · El Grullo · El Limón · El Salto · Encarnación de Diaz · Etzatlán · Gómez Farías · Guachinango · Guadalajara · Hostotipaquillo · Huejúcar · Huejuquilla El Alto · Ixtlahuacán de los Membrillos · Ixtlahuacan del Río · Jalostotitlán · Jamay · Jesús María · Jilotlán de los Dolores · Jocotepec · Juanacatlán · Juchitlán · La Barca · La Huerta · La Manzanilla de La Paz · Lagos de Moreno · Magdalena · Mascota · Mazamitla · Mexticacan · Mezquitic · Mixtlán · Ocotlán · Ojuelos de Jalisco · Pihuamo · Poncitlán · Puerto Vallarta · Quitupan · San Cristobal de la Barranca · San Diego de Alejandría · San Gabriel · San Ignacio Cerro Gordo · San Juan de los Lagos · San Juanito de Escobedo · San Julián · San Marcos · San Martín de Bolaños · San Martín de Hidalgo · San Miguel El Alto · San Sebastián del Oeste · Santa María del Oro · Santa María de los Angeles · Sayula · Tala · Talpa de Allende · Tamazula de Gordiano · Tapalpa · Tecalitlán · Techaluta de Montenegro · Tecolotlán · Tenamaxtlán · Teocaltiche · Teocuitatlán de Corona · Tepatitlán de Morelos · Tequila · Teuchitlán · Tizapan El Alto · Tlajomulco de Zuñiga · Tlaquepaque · Tolimán · Tomatlán · Tonalá · Tonaya · Tonila · Totatiche · Tototlán · Tuxcacuesco · Tuxcueca · Tuxpan · Unión de San Antonio · Unión de Tula · Valle de Guadalupe · Valle de Juárez · Villa Corona · Villa Guerrero · Villa Hidalgo · Villa Purificación · Yahualica de González Gallo · Zacoalco de Torres · Zapopan · Zapotiltic · Zapotitlán de Vadillo · Zapotlán del Rey · Zapotlán El Grande · Zapotlanejo